# Ferrari Amalfi
Pour les articles homonymes, voir Amalfi.
La Ferrari Amalfi (Type F169M) est une voiture de sport GT 2+2 produite par le constructeur automobile italien Ferrari. Elle a été dévoilée le 1er juillet 2025 et succède à la Ferrari Roma.

## Présentation
La Ferrari Amalfi est présentée le 1er juillet 2025. Son nom rend hommage à la côte amalfitaine, en Italie.
Le prix de départ est fixé à 240 000 € pour le marché européen. Les livraisons devraient débuter au premier trimestre 2026 en Europe, puis quelques mois plus tard aux États-Unis, où le tarif sera ajusté en fonction des droits d’importation,.

## Design
Basée sur l’architecture de la Roma, la carrosserie est entièrement nouvelle, dessinée par le Centre de style de Ferrari, sous la direction de Flavio Manzoni. Elle dispose d'une petite bande noire entre les phares et une calandre discrète. À l’arrière, un aileron actif en trois positions (Low Drag, Medium Downforce et High Downforce) génère jusqu’à 110 kg d’appui à 250 km/h,.

## Motorisation
L'Amalfi est animée par un moteur V8 biturbo de 3 854 cm3 (code interne F154) développant 640 ch à 7 500 tr/min et 760 Nm de couple entre 3 000 et 5 750 tr/min. À l’arrière, un aileron actif en trois positions (Low Drag, Medium Downforce et High Downforce) génère jusqu’à 110 kg d’appui à 250 km/h,.
Elle dispose d’une propulsion arrière associée à une boîte automatique à double embrayage à huit rapports.  
- 0 à 100 km/h : 3,3 s
- 0 à 200 km/h : 9 s
- Vitesse de pointe : 320 km/h[4]